# Endecasillabo falecio
L'endecasillabo falecio è un verso di larghissimo uso sia nella poesia greca che in quella latina. Prende il suo nome dal poeta alessandrino Faleco, il quale ne fece frequente impiego come verso stichico; ma il suo uso è molto più antico e risale all'epoca arcaica.
Schema: X X | — ∪ ∪ | — ∪ | — ∪ | — X
Il suo schema base è formato da un primo piede bisillabico libero (base eolica, caratterizzata da due sillabe ancipiti), seguite da un dàttilo, seguito a sua volta da tre trochèi, piedi formati da una sillaba lunga e una breve (l'ultimo può anche essere uno spondèo, formato da due sillabe lunghe). La  base eolica con cui si apre il verso è solitamente uno spondeo o un trocheo, mentre la forma trisillabica del tribraco è estremamente rara: in età imperiale — tanto nella poesia latina con Marziale che in quella greca con Simia di Rodi — lo spondeo diviene l'unica forma ammessa.

## Esempi e varianti
Alcuni esempi:
- Cui dono lepidum novum libellum / arida modo pumice expolitum? (Catullo, I, v. 1-2. In questo esempio il primo falecio s'inizia con uno spondeo, il secondo è trocaico.)

Del falecio esiste anche una forma acefala (X | — ∪ ∪ — | ∪ — | ∪ — X), che si incontra con una certa regolarità nella poesia greca arcaica e classica: l'esempio più antico s'incontra in un frammento di Saffo.
Rara è anche la forma catalettica del falecio (X X | — ∪ ∪ — | ∪ — | ∪ —), chiamata in alcune fonti antiche metro nicarcheo: la si incontra, ad esempio, in alcune strofe di Bacchilide.